# Taleedah Tamer
Taleedah Tamer (Gedda, 1998) è una modella saudita, meglio conosciuta per esser stata la prima top model saudita ad aver partecipato alla settimana della moda di Parigi.
Figlia di un ricco businessman saudita e di un'ex modella italiana, Taleedah è nata e cresciuta nella città portuale di Gedda, in provincia della Mecca.
L'edizione di luglio/agosto 2018 della Harper's Bazaar Arabia la propone in copertina.